# Joaquín Eufrasio Guzmán
Joaquín Eufrasio Guzmán (* 1801 in Cartago; † 1875 in San Miguel, El Salvador) war vom 15. Februar 1845 bis zum 1. Februar 1846 Präsident von El Salvador.

## Leben
Guzmán war wiederholt in das Parlament als Abgeordneter gewählt worden. Als Francisco Malespín am 7. Februar 1844 das Amt des Präsidenten antrat, wurde Guzmán Vizepräsident. Als Malespín am 25. Oktober 1844 gegen Morazan und die liberale Partei in seinen Krieg zog, machte er Guzmán zum geschäftsführenden Präsidenten. Die Mitglieder der Partido Liberal Gerardo Barrios und José de la Trinidad Francisco Cabañas Fiallos waren aus dem belagerten Leon entkommen und nach San Salvador zurückgekehrt. Gerardo Barrios überzeugte seinen Schwiegervater Joaquín Guzmán Eufracio den geschäftsführenden Präsidenten. Dieser verfügte am 2. Februar 1845 die Gefangennahme der Brüder Malespín und ersetzte Malespín im Oberkommando durch José Trinidad Cabañas. Von 16. Februar bis 25. April 1845 übergab Joaquín Eufrasio Guzmán die Präsidentschaft an Fermín Palacios. Bei den Präsidentschaftswahlen 1848 wurde Eugenio Aguilar gewählt.
1858 wurde er unter Miguel Santín del Castillo wieder Vizepräsident und dieser übergab am 24. Januar 1859 krankheitsbedingt sein Amt an ihn. Am 15. Februar 1859 gab Guzmán das Amt an den geschäftsführenden José María Peralta.
Seine Tochter Adelaide Guzmán de Barrios wurde die Frau von Capitán Gerardo Barrios. Sein Sohn war David Joaquín Guzmán, ein Arzt und Politiker.